# Gondoriyo (Bergas)
Gondoriyo is een bestuurslaag in het regentschap Semarang van de provincie Midden-Java, Indonesië. Gondoriyo telt 6022 inwoners (volkstelling 2010).